# Desert Winds
Desert winds es una película estadounidense dirigida por Michael a. Nickles.

## Argumento
Jackie (Heather Graham) y Eugene (Michael A. Nickles) están unidas por un místico túnel de viento que les permite comunicarse a través de un desierto de 500 millas. Esta extraña unión era conocida por los indios y lo consideraban un presagio de buena suerte, esta unión hace que los dos personajes se enfrenten a sus miedos y consigan seguir su corazón a través de sus sentimientos.

## Ficha Artística
- Adam Ant - Crazy Venezuelan
- Heather Graham - Jackie
- Jessica Hamilton - Joven Jackie
- Jack Kehler - Padre de Eugene
- Michael A. Nickles - Eugene
- Kay Parker (Kay Taylor Parker) - Alluring Woman
- Nick Searcy - Sweaty Man
- Grace Zabriskie - Madre de Jackie

- Datos: Q5804115